# ستيفان رادو

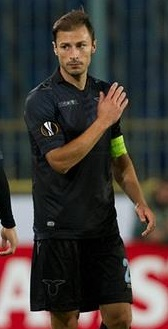

ستيفان رادو (بالرومانية: Ștefan Radu)‏، من مواليد 22 أكتوبر 1986 في بوخارست في رومانيا، لاعب كرة قدم روماني.
يلعب مع نادي لاتسيو الإيطالي منذ عام 2008.
بدأ باللعب مع منتخب رومانيا لكرة القدم في عام 2006.

## روابط خارجية
- ستيفان رادو على موقع الاتحاد الدولي (مؤرشف)  (الإنجليزية)
- ستيفان رادو على موقع الاتحاد الأوربي (الإنجليزية)
- ستيفان رادو على موقع قاعدة بيانات كرة القدم.إي يو (الإنجليزية)
- ستيفان رادو على موقع ناشيونال فوتبول تيمز (الإنجليزية)
- ستيفان رادو على موقع Soccerbase.com (لاعب) (الإنجليزية)
- ستيفان رادو على موقع Soccerway.com (الإنجليزية)
- ستيفان رادو على موقع عالم كرة القدم.نت (الإنجليزية)
- ستيفان رادو على موقع كووورة
- ستيفان رادو على موقع AS.com (الإسبانية)